# Dosimeter

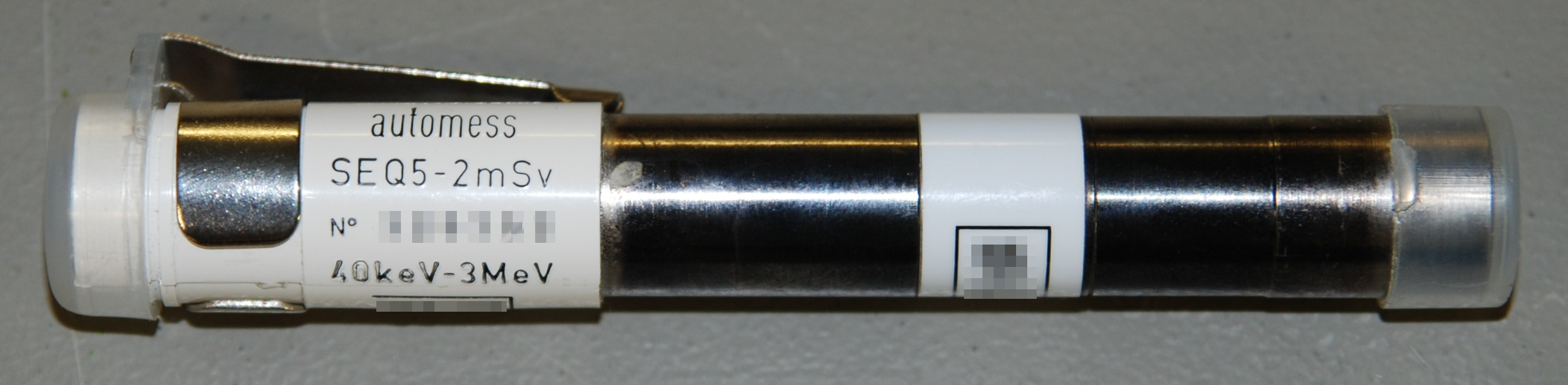
Dosimeter för direkt avläsning.

Dosimeter, stråldosmätare eller dosmeter är ett instrument som anger hur stor stråldos något är eller har blivit utsatt för. Ordet dosimeter finns belagt i svenskan sedan 1955.

## Användningsområde

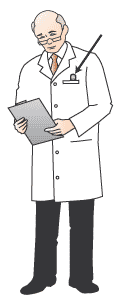
En man med dosimeter.

Dosimetrar används av personal som riskerar att utsättas för strålning. Dosimetrar bärs ofta fastsatta på kläderna.

## Typer
Det finns både elektroniska dosimetrar som visar stråldosen i realtid och filmdosimetrar där den ackumulerade dosen över tid kan avläsas.